# Elías Aguilar
Elías Aguilar Vargas, né le 7 novembre 1991 à Heredia au Costa Rica, est un footballeur international costaricien jouant au poste de milieu.

## Biographie

### Carrière de joueur
Elías Aguilar atteint les demi-finales de la Ligue des champions de la CONCACAF en 2015 avec le club du CS Herediano.

### Carrière internationale
Elías Aguilar est convoqué pour la première fois par le sélectionneur national Paulo Wanchope pour un match amical contre le Panama le 1er avril 2015. Il entre à la 79e minute à la place de David Guzmán (défaite 2-1).
Elías Aguilar est ensuite appelé par le sélectionneur Paulo Wanchope dans le groupe costaricien pour disputer la Gold Cup 2015, compétition co-organisée par les États-Unis et le Canada. Lors de ce tournoi, il joue trois matchs. Le Costa Rica s'incline en quart de finale face au Mexique, après prolongation.
Il dispute ensuite la Copa Centroamericana 2017 qui se déroule au Panama. Il joue quatre matchs lors de ce tournoi.
Par la suite, en 2019, il participe à sa seconde Gold Cup. Lors de ce tournoi organisé conjointement aux États-Unis, au Costa Rica et en Jamaïque, il se met en évidence en marquant ses deux buts premiers buts en sélection, contre le Nicaragua et les Bermudes. Le Costa Rica s'incline en quart face au Mexique, après une séance de tirs au but.

## Palmarès
- Avec le CS Herediano :
  - Champion du Costa Rica en C. 2013, C. 2015, C. 2016 et C. 2017

- Avec le Jeju United :
  - Champion de Corée du Sud de D2 en 2020